# Anacamptodes expressaria
Anacamptodes expressaria är en fjärilsart som beskrevs av Walker 1862. Anacamptodes expressaria ingår i släktet Anacamptodes och familjen mätare. Inga underarter finns listade i Catalogue of Life.